# Conundrum
Conundrum (рус. Загадка) — финальный эпизод длительного американского телесериала «Даллас», который транслировался на CBS 3 мая 1991 года. Изначально показанный как двухчасовой, эпизод позже выходя в синдикации был разделён на два, как 22 и 23 эпизоды сезона соответственно. Финальный эпизод был снят в стиле классического кинофильма «Эта прекрасная жизнь», и в нём было показано, что же было бы с кланом Юингов если бы Джей Ара никогда не существовало.

## Сюжет
В финальном эпизоде Джей Ар Юинг находится на грани самоубийства после того как Бобби на Мисс Элли стали полноправными хозяевами ранчо Саутфорк, а Клифф Барнс теперь имеет контрольный пакет акций «Юинг Ойл». Джей Ар, думавший, что теперь он будет управлять WestStar был обманут Маккеем, а его сын Джон Росс, отрекся от отца и переехал в Лондон к матери Сью Эллен Юинг.
Эпизод начинается на моменте когда Джей Ар находится в пьяном угаре и ходит по дому с бутылкой бурбона в одной руке и с заряженным пистолетом в другой. В этот момент к нему приходит дьявол по имени Адам и берет его в путешествие в стиле классического кинофильма «Эта прекрасная жизнь», и показывает ему, что было бы, если Джей Ара никогда не существовало. После было показано как сложились бы судьбы героев без него, а в финал сериала завершился на захватывающем моменте. В финальной сцене было показано, что Джей Ар находится один в комнате и стреляет (хотя в кадре не было показано в себя или же нет), после чего на звук выстрела прибегает Бобби и с испуганным взглядом говорит «Боже мой!».
Финальный клиффхэнгер не был разрешен до 1996 года, когда в эфир вышел фильм «Даллас: Джей Ар возвращается».

## Приём
Эпизод получил неоднозначные отзывы от критиков, некоторые из них называли финал абсурдным.
Финал сериала наблюдало 33,3 млн американских зрителей, сорок процентов от всех смотрящих телевидение в тот вечер. Это самое большое количество зрителей сериала с января 1987 года.